# ボナヴェンチャー (軽巡洋艦)
|          |                                                                                         |
| 艦歴     |                                                                                         |
| 発注     |                                                                                         |
| 起工     | 1937年8月30日                                                                           |
| 進水     | 1939年4月19日                                                                           |
| 就役     | 1940年5月24日                                                                           |
| 退役     |                                                                                         |
| その後   | 1941年3月31日に戦没                                                                     |
| 除籍     |                                                                                         |
| 性能諸元 |                                                                                         |
| 排水量   | 基準 5,600トン 満載 6,850トン                                                           |
| 全長     | 512 ft (156 m)                                                                          |
| 全幅     | 50.5 ft (15.4 m)                                                                        |
| 吃水     | 14 ft (4.3 m)                                                                           |
| 機関     | パーソンズ型ギアードタービン、 4軸推進、62,000 shp(46MW)                                |
| 最大速   | 32.25ノット (60 km/h)                                                                   |
| 乗員     | 480名                                                                                   |
| 兵装     | 5.25インチ連装砲 4基 20mm単装機関砲 4門 4連装ポムポム砲 2基 3連装21インチ魚雷発射管 2基 |

ボナヴェンチャー (HMS Bonaventure, 31) は、イギリス海軍の軽巡洋艦。ダイドー級。同級の「ボナヴェンチャー」、「ダイドー」、「フィービ」は砲の不足のため、5.25インチ連装砲1基および4インチ砲を装備しないまま完成した。

## 艦歴
「ボナヴェンチャー」は1937年8月30日にスコットランド、グリーノックのスコッツ造船・エンジニアリング社で起工する。1939年4月19日に進水し、1940年5月24日に4番主砲塔を搭載せずに就役した。
1940年12月28日にテネリフェ島のサンタ・クルス・デ・テネリフェ沖でドイツの輸送船「バーデン」（8,204トン）と遭遇する。「バーデン」はテネリフェからフランスへ向かう途中であり、悪天候のため拿捕することはできなかったため、「ボナヴェンチャー」はこれを攻撃、撃沈した。
1941年1月、「ボナヴェンチャー」は地中海でマルタ島への輸送船団の護衛任務に就く。1月10日にイタリア水雷艇「チルチェ」、「ヴェガ」によって攻撃を受けるが、反撃により「ヴェガ」を撃沈した。3月22日、護衛任務中に輸送船と接触事故を起こし損傷した。その後ラスター作戦に参加。3月31日、ギリシャからアレキサンドリアへ向かうGA8船団を駆逐艦「スチュアート」、「ヘレワード」、「グリフィン」とともに護衛中、クレタ島とアレクサンドリアの中間地点で潜水艦の攻撃を受けて魚雷2本が命中し沈没した。攻撃したのはイタリア潜水艦「アンブラ」であった。「ヘレワード」が310名を救助し、死者は138名であった。